# Lijst van oorlogsmonumenten in Oldenzaal
De Nederlandse gemeente Oldenzaal heeft 10 oorlogsmonumenten. Hieronder een overzicht.
| Nr.  | Object                               | Herdachte groep | Ontwerper                                                   | Onthulling       | Type            | Locatie                       | Plaats    | Coördinaten                   | Foto                                 |
| ---- | ------------------------------------ | --- | ----------------------------------------------------------- | ---------------- | --------------- | ----------------------------- | --------- | ----------------------------- | ------------------------------------ |
| 808  | Joods monument                       | vervolgden Nederland |                                                             |                  | plaquette       | Ganzenmarkt, 7571 CD          | Oldenzaal | 52° 18' 44" NB, 6° 55' 49" OL |                                      |
| 810  | Joods monument (2)                   | vervolgden Nederland |                                                             | 21 december 1967 | gedenksteen     | Ganzenmarkt 1, 7571 CD        | Oldenzaal | 52° 18' 44" NB, 6° 55' 48" OL |                                      |
| 811  | Herdenkingsmonument                  | burgerslachtoffers |                                                             |                  | plaquette       | Ganzenmarkt 1, 7571 CD        | Oldenzaal | 52° 18' 44" NB, 6° 55' 48" OL |                                      |
| 812  | Monument aan de Prins Bernhardstraat | burgerslachtoffers | Jan Schoenaker (ontwerp), Willem Fitzthum (smeedwerk)       | 4 mei 1955       | beeld/sculptuur | Prins Bernhardstraat, 7573 AM | Oldenzaal | 52° 18' 28" NB, 6° 55' 55" OL | Monument aan de Prins Bernhardstraat |
| 813  | Indië-monument                       | militairen in dienst van het Ned. Kon. na 1945, militairen in dienst van het Ned. Kon. 1940-1945, burgers voormalig Nederlands-Indië |                                                             | 26 mei 1977      | plaquette       | Ganzenmarkt 1, 7571 CD        | Oldenzaal | 52° 18' 44" NB, 6° 55' 48" OL |                                      |
| 814  | Mariakapel                           | burgerslachtoffers |                                                             | 29 augustus 1948 | kapel           | Tankenbergweg                 | Losser    | 52° 19' 22" NB, 6° 57' 3" OL  | Mariakapel                           |
| 816  | Plechelmusmonument                   | overig | Cephas Stauthamer                                           | 15 juli 1955     | gedenksteen     | St.-Plechelmusplein, 7571 EG  | Oldenzaal | 52° 18' 43" NB, 6° 55' 43" OL |                                      |
| 2329 | Plaquette in het NS-station          | burgerslachtoffers | Ir. H.G.J. Schelling (ontwerp), H.J. Winkelman (uitvoering) | 15 juni 1948     | plaquette       | Stationsplein 14, 7573 AV     | Oldenzaal | 52° 18' 24" NB, 6° 55' 59" OL | Plaquette in het NS-station          |
|      | Sintimonument                        | vervolgden Nederland | Berend Seiger                                               | 21 november 2015 | bronzen beeld   | Herdenkingstuin               | Oldenzaal | 52° 18' 44" NB, 6° 55' 49" OL |                                      |
|      | Stolpersteine                        | vervolgden Nederland | Gunter Demnig                                               |                  | reliëf          |                               | Oldenzaal |                               |                                      |

Almelo ·
Borne ·
Dalfsen ·
Deventer ·
Dinkelland ·
Enschede ·
Haaksbergen ·
Hardenberg ·
Hellendoorn ·
Hengelo ·
Hof van Twente ·
Kampen ·
Losser ·
Oldenzaal ·
Olst-Wijhe ·
Ommen ·
Raalte ·
Rijssen-Holten ·
Staphorst ·
Steenwijkerland ·
Tubbergen ·
Twenterand ·
Wierden ·
Zwartewaterland ·
Zwolle